# Haruo Yamashita
Haruo Yamashita (Nom : 山下 (やました) - Prénom : 明生 (はるお)) est un auteur japonais de livres pour enfants, né le 11 mars 1937 à Tokyo. 
Il est élevé à l'île de Noumi dans la mer intérieure de Seto, dans la préfecture d'Hiroshima. Après avoir été diplômé de l'école secondaire préfectorale d'Okinari d'Hiroshima et d'un cours de premier cycle à la faculté d'études françaises de l'université de Kyoto , il a déménagé à Tokyo
Il a également traduit en japonais des histoires de Pierre Probst ou la série des Barbapapa.
L'éditeur L'École des loisirs a publié certains de ses ouvrages en France.

## Œuvres
Comme auteur
- 1981 : Kôbô-Daishi, le poisson qui visita mon grenier
- 1986 : Le Train des souris
- 1986 : Les souris et la patate douce
- 1986 : Les souris vont à la pêche
- 1986 : Les souris vont à la plage

Comme traducteur
- 2000 : Caroline monte à cheval (カロリーヌうまにのる) de Pierre Probst
- 2004 : Youpi va au zoo (ユピーどうぶつえんいく) de Pierre Probst